# دويتشيز إيك

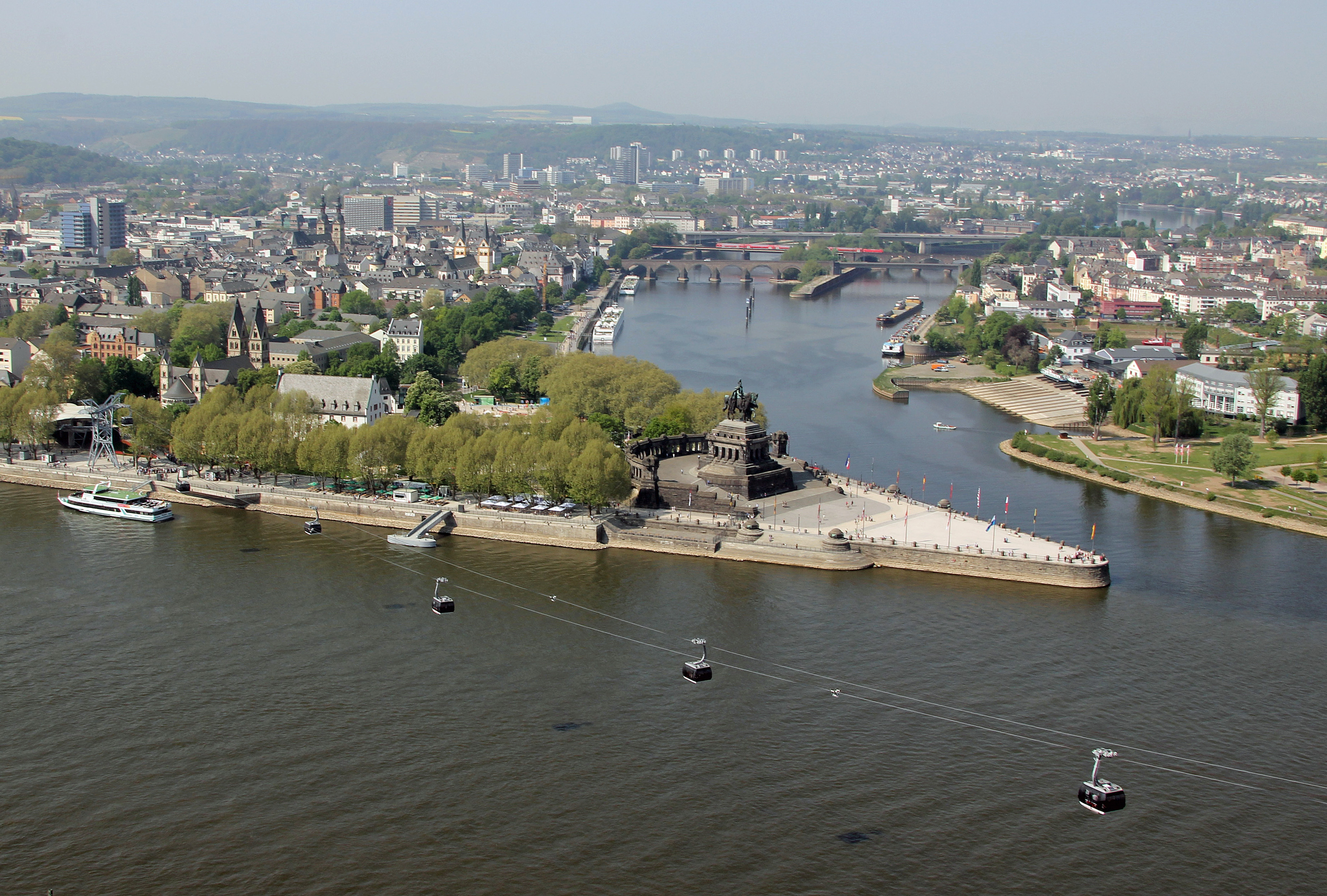
نصب القيصر فيلهلم الأول على اللسان النهري «دويتشيز إيك». لقطت الصورة من قلعة إهرنبرايتشتاين المطلة على نهر الراين 2011.

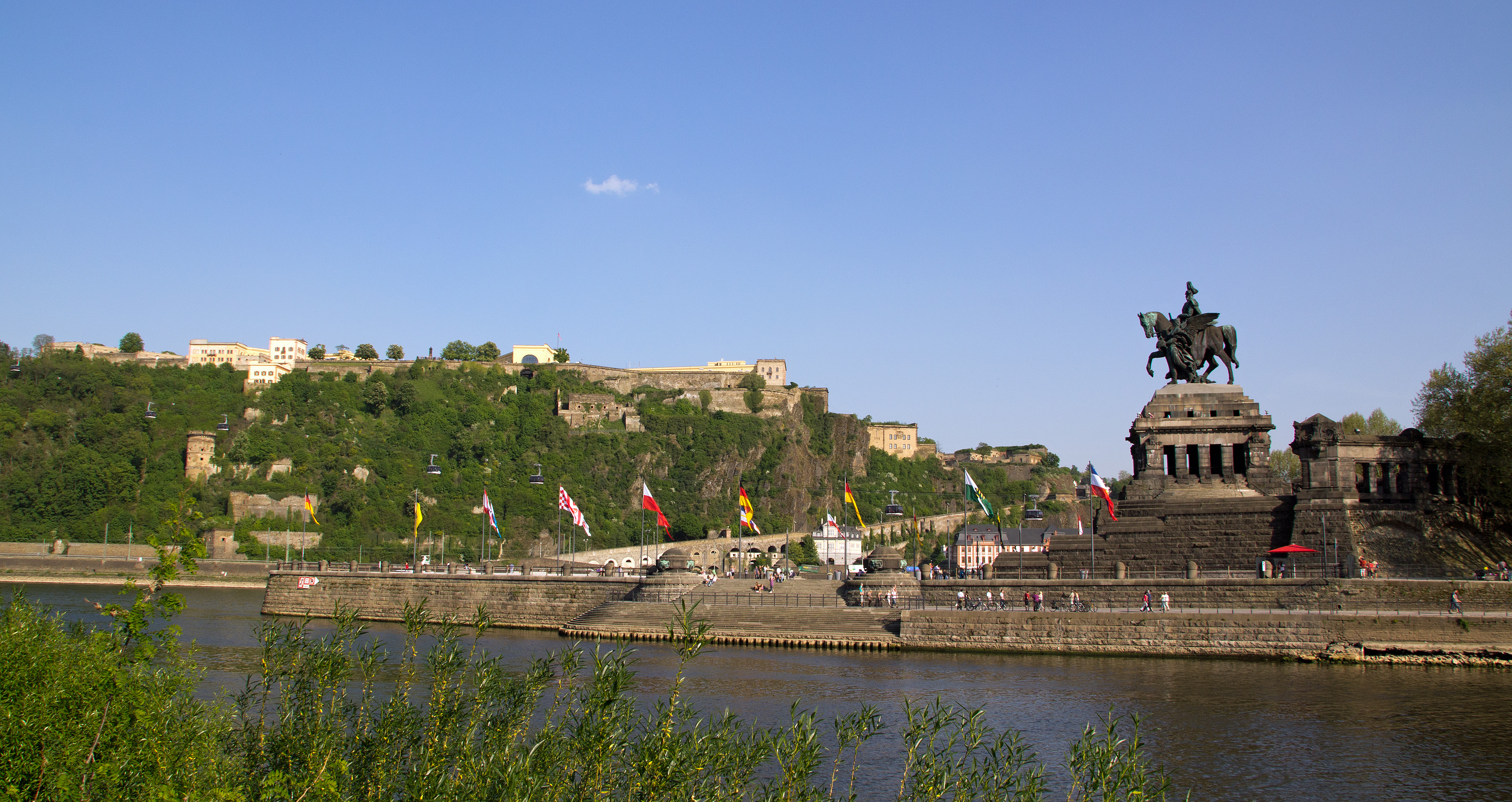
نصب قيصر فيلهلم الأول على اللسان النهري "دويتشيز إيك". في المقدمة نهر الموزل وفي الخلفية تظهر "قلعة إهرنبرايتشتاين" عل الساحل اليميني لنهر الراين.

دويتشيز إيك (بالإلمانية: Deutsches Eck) ومعناها «الزاوية الألمانية» هي رأس شبه جزيرة مبنية صناعيا عند مصب نهرا الموزل في نهر الراين عند مدينة كوبلنس في ألمانيا. على تلك الرأس الأرضية أنشيء نصب تذكاري عظيم للقيصر الألماني فيلهلم الأول في عام 1897 بمناسبة تأسيس الدولة الألمانية في عام 1871. وهذا النصب التذكاري هو من مجموعة نصب تذكارية قام بنصبها القيصر فيلهلم الثاني بين الأعوام 1888 - 1918 موزعة في مختلف المدن المتحدثة بالألمانية.
أصيبت قاعدة التمثال لقيصر فيلهلم راكبا فرسه الموجود عليها خلال الحرب العالمية الثانية وبقيت على ذلك حتى عام 1990 كنصب تذكاري يذكر بالوحدة الألمانية. ثم أعيد إنشاء مجموعة التماثيل التي كانت موجودة عليها في عام 1993، ومن أهم ما فيها تمثال قيصر فيلهلم.
تعتبر «الزاوية الألمانية» رمزا لمدينة كوبلنس، ويزوروها سياح كثيرون من مختلف جهات العالم.

## تاريخ

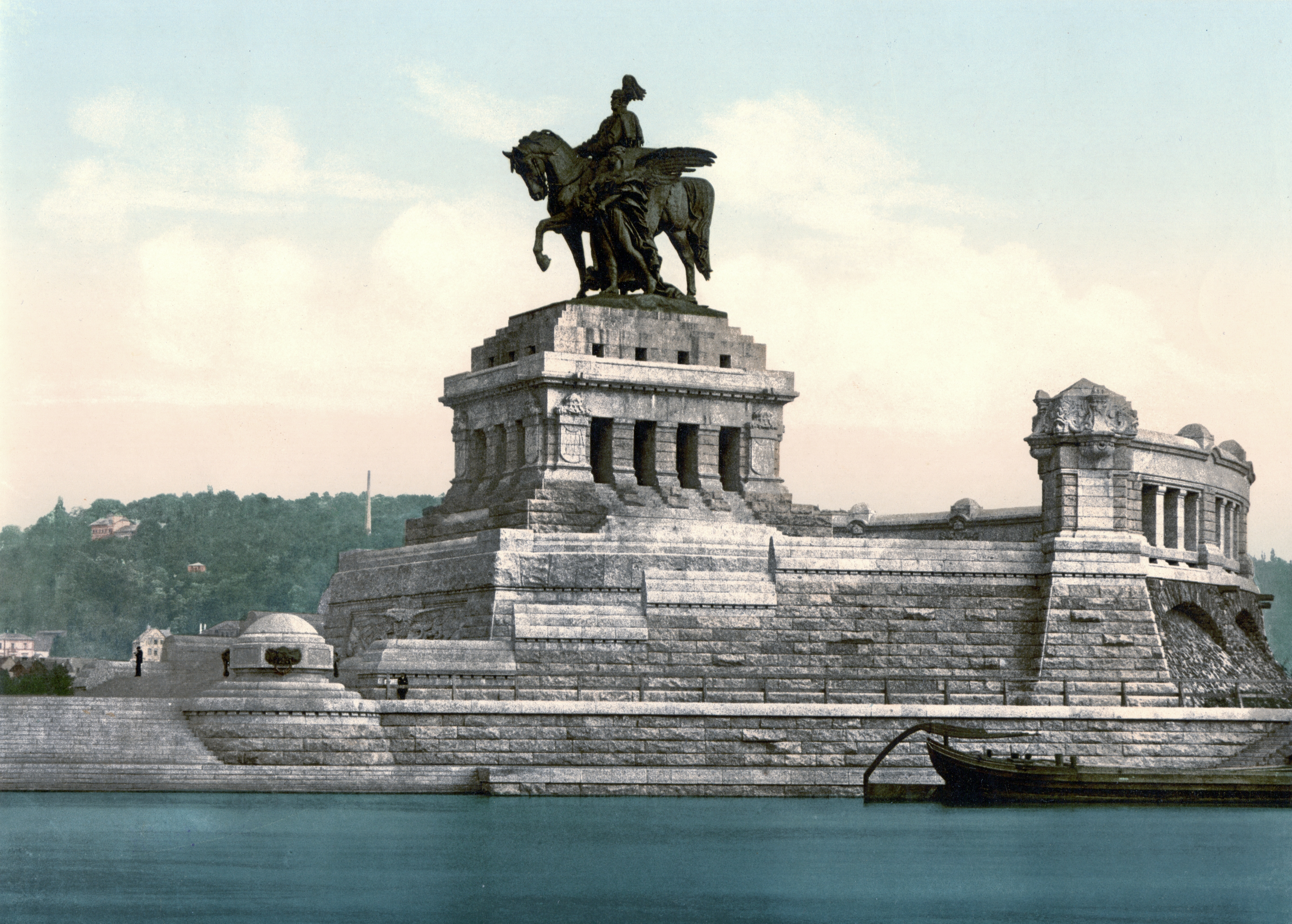

خلال القرن الثالث عشر بنتت مستشفى في تلك الزاوية خاص بالقساوسة أقامها القسيس «تيودوريش فون فيد» بغرض الرعاية الصحية للسكان، كما بني عليها بيت كبير.
وفي القرن التاسع عشر أنشيء اللسان الأرضي بغرض استغلاله كمرسى للمراكب عل نهر الموزل. وبعد وفاة القيصر فيلهلم الأول بعد أسابيع في عام 1888 نشأت فكرة تخليده من جهات حكومية وأهلية، حيث أنه اشترك في حروب لتوحيد ألمانيا خلال الأعوام 1864 و1866 و1871 حارب فيها الفرنسيين. وكانت مدينة كوبلنس أحد المدن المرشحة لإقامة لنصب التذكاري فيها. وكان القرار باختيار كوبلنس هو قرار القيصر فيلهلم الثاني الشاب في عام 1891، وعلى الموقع عند التقاء نهرا الموزل والراين. وبعد تجهيز أرضية اللسان النهري قام الأهالي بجمع تبرعات تصل إلى نحو مليون مارك ذهبي لإقامة النصب التذكاري للقيصر فيلهلم الأول، واحتفل بإنشائه في يوم 31 أغسطس 1897 في حضور القيصر فيلهلم الثاني.

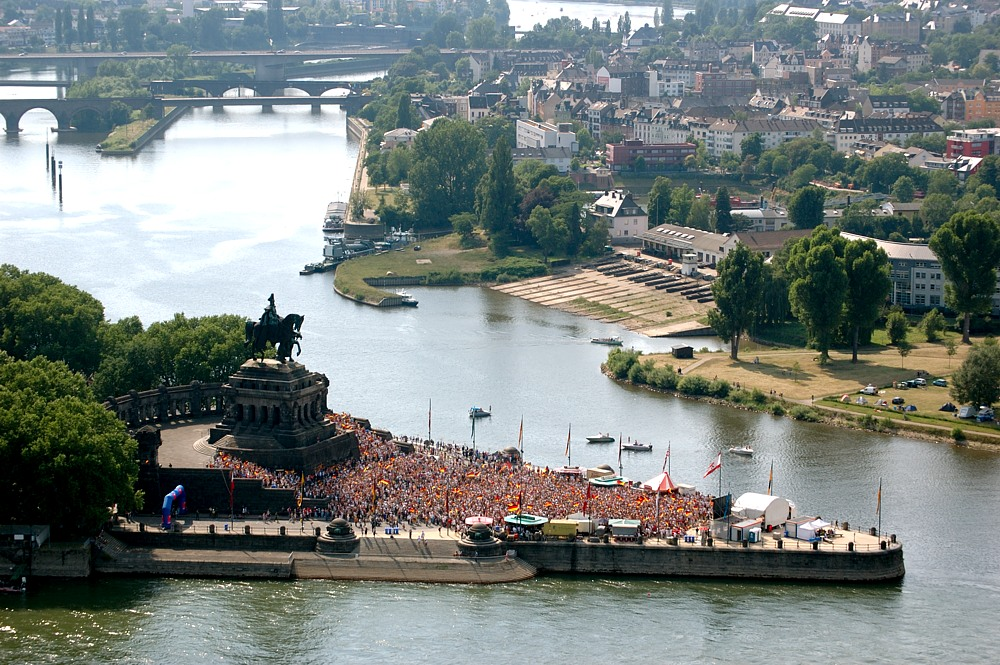
احتفالات عام 2006

## معرض صور

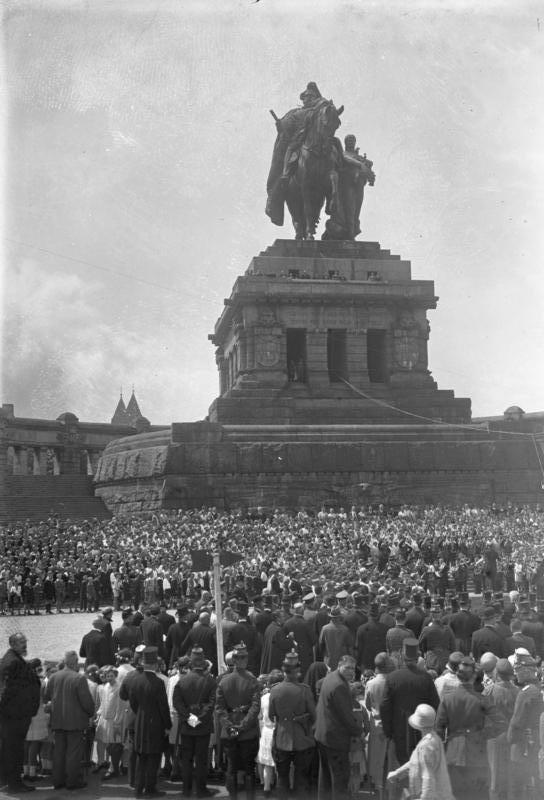
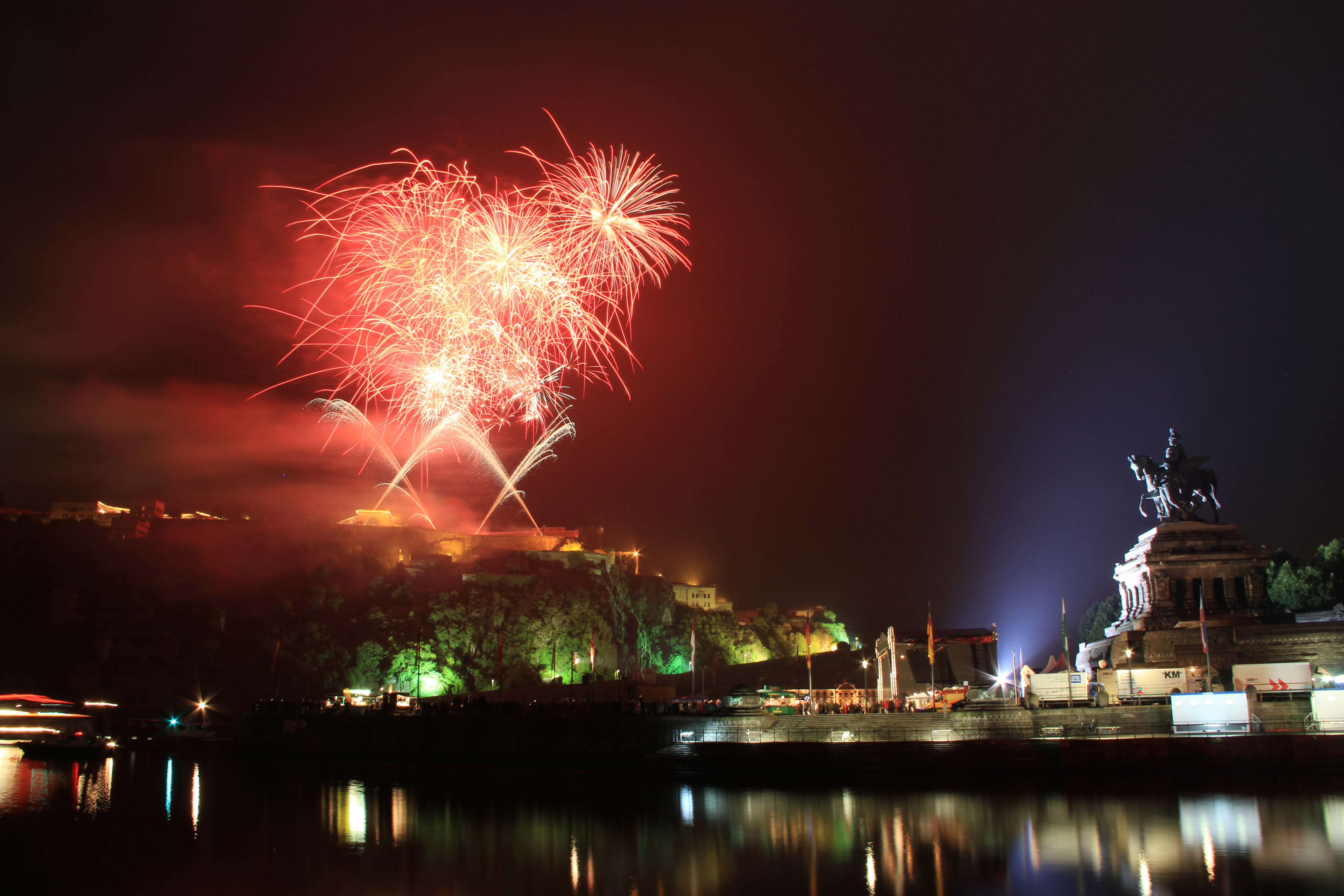
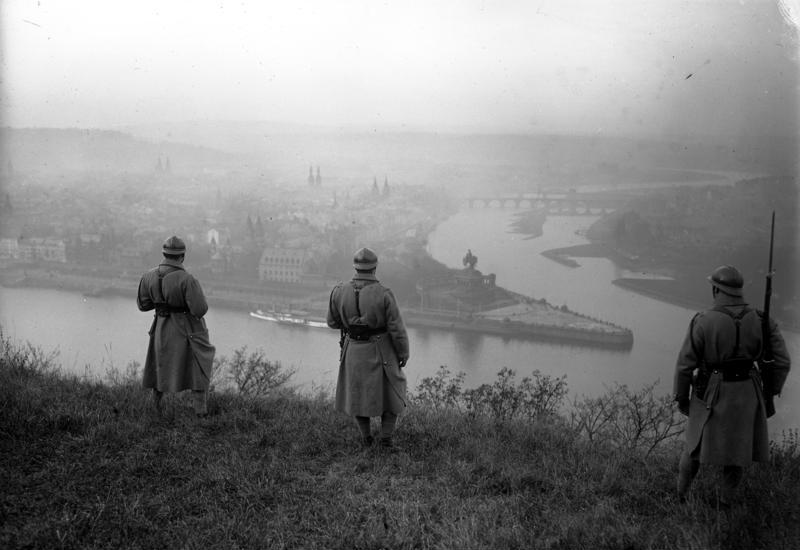

## اقرأ أيضا
- هرمانزدنكمال